# Andrée Delcourt-Pêtre
Pour les articles homonymes, voir Delcourt et Pêtre.
Andrée Delcourt-Pêtre, née le 6 novembre 1937 à Binche est une femme politique belge francophone, membre du PSC.
Elle est licenciée en politique économique et sociale à UCLouvain.
Fort impliquée dans la vie associative familiale, elle fut présidente de Vie féminine (1980-91), membre du CA du Conseil supérieur (83-95) et membre du bureau du Conseil supérieur (91-95) de l'Office de la naissance et de l'enfance (ONE). 
À partir de 1990, elle fut aussi présidente du Conseil consultatif pour les populations d'origine étrangère de la Communauté française de Belgique et membre du CA de la Confédération des organisations familiales européennes (jusque 1992).
Elle fut vice-présidente du Mouvement ouvrier chrétien (MOC) (1985-91).

## Carrière politique
- 1991-1995 : sénatrice cooptée
- 1995-1999 : sénatrice élue directe
- 1995-2004 : conseillère communale à La Louvière

## Distinctions
- Chevalier de l'ordre de Léopold